# Моховое (Моховское сельское поселение, Орловская область)
Моховое — село в Покровском районе Орловской области России. Административный центр Моховского сельского поселения.

## География
Село находится на расстоянии 20 км северо-западу от посёлка городского типа Покровское, административного центра района, и 68 км к юго-востоку от города Орёл, административного центра области.

### Часовой пояс
Село Моховое, как и вся Орловская область, находится в часовой зоне МСК (московское время). Смещение применяемого времени относительно UTC составляет +3:00.

## Население
| 2002 | 2010 |
| ---- | ---- |
| 437  | ↘390 |

### Национальный состав
Согласно результатам переписи 2002 года, в национальной структуре населения русские составляли 97 % из 437 чел.